# キライチ川
キライチ川（きらいちかわ）は、北海道小樽市および札幌市手稲区を流れる小さな川で、星置川水系の支流である。長さ約4kmのうち0.6kmが二級河川として指定されている。

## 流路
北海道小樽市の銭函天狗山の東に位置する小樽市星野町の「チサンカントリークラブ銭函」の中から流れ出て北に向かう。ゴルフ場から出て北東に向きを変え、札樽自動車道が通る堤をトンネルで潜り、そこから東に向かう。国道5号と交わるところで北北東に曲がり、約600メートルを直線で流れ札幌市手稲区の星観緑地内で星置川に合流する。星置川との合流点が緑地の中心であり、そこに三方向から渡れるY字形の星流橋が架かる。

## 橋梁
- （橋） - ゴルフ場内
- （暗渠） - 札樽自動車道
- （橋）
- キライチ橋 - 国道5号（北5条手稲通）
- JR北海道函館本線
- 星連橋
- 星流橋 - 星観緑地